# Richard Kuklinski
Richard Leonard Kuklinski, genannt „The Iceman“ (* 11. April 1935 in Jersey City, New Jersey; † 5. März 2006 in Trenton, New Jersey), war ein US-amerikanischer Schwerverbrecher mit polnischen und irischen Wurzeln. Er war für mehrere italoamerikanische Verbrecherfamilien tätig und behauptete, über 200 Männer ermordet zu haben. Sein erstes Opfer tötete er nach eigenen Angaben im Alter von 13 Jahren. Er war der ältere Bruder des verurteilten Vergewaltigers und Mörders Joseph Kuklinski.

## Leben

### Frühe Jahre
Kuklinski wurde im Arbeiterviertel von Jersey City als Sohn von Stanley und Anna Kuklinski geboren. In seiner Kindheit wurde er von seinen Eltern misshandelt und geschlagen. Im Jahr 1940 starb sein älterer Bruder Florian an einer Verletzung, die er durch seinen Vater erlitten hatte. Gegenüber den Behörden wurde der Fall so dargelegt, dass dieser eine Treppe hinuntergefallen sei.
Im Alter von zehn Jahren begann Kuklinski Aggressionen gegenüber Tieren zu entwickeln und diese zu quälen. Drei Jahre später beging er seinen ersten Mord, als er mit einer Kleiderstange den Anführer einer kleinen Bande verprügelte und schließlich erschlug. Er warf die Leiche in einen Fluss, nachdem er zuvor deren Zähne entfernt und die Fingerkuppen abgeschnitten hatte. So wollte er eine Identifizierung verhindern.

### Roy DeMeo
Mit Anfang 20 begann Kuklinski seine Zusammenarbeit mit Roy DeMeo, der später Mitglied der Gambino-Familie wurde. Er hatte ihn durch Geldprobleme eines Bekannten kennengelernt, als Kuklinski für diesen dessen Schulden bezahlt hatte. Er begann mit kleineren Überfällen und dem Handel mit Pornofilmen. Kuklinski bekam immer öfter Aufträge von DeMeo, der ihn schon bald für Morde engagierte. In den folgenden 30 Jahren will Kuklinski zwischen 150 und 200 Menschen getötet haben, eine offizielle Zahl wurde nie von Behörden bekannt gegeben. Die Tötungsarten waren unterschiedlich, sie reichten von Erschießungen bis Vergiftungen mit Cyanid, ebenso wie die Art der Beseitigung der Leichen, die er in Säurefässer steckte oder im Meer versenkte. Er heiratete während seiner Tätigkeit als Auftragsmörder Barbara Pedrici, mit der er drei Kinder bekam. Seiner Familie und seinen Nachbarn gegenüber trat er immer als erfolgreicher Geschäftsmann auf.

### Niedergang
Kuklinski fror mehrfach Leichen für längere Zeit in industriellen Eisfächern ein, um deren Todeszeitpunkt zu verschleiern. Im Fall von Louis Masgay legte er dessen Leiche ab, ehe sie aufgetaut war. Dadurch erfuhr die Polizei, dass das Einfrieren seiner Opfer zu seinem modus operandi gehörte. Das führte zu seinem Spitznamen The Iceman.
Im Jahr 1986 wurde Kuklinski schließlich auf der Straße von einer Task Force, bestehend aus Polizisten und FBI-Beamten, angehalten und verhaftet, nachdem die Ermittlungen sechs Jahre zuvor begonnen hatten. Die Polizei stützte sich unter anderem auf Tonaufnahmen eines verdeckten Ermittlers und dessen Aussagen.
Kuklinski verbüßte seine Haftstrafe im New Jersey State Prison (ehemals Trenton State Prison). In Haft wurde Kuklinski mehrfach von Staatsanwälten, Psychiatern, Kriminologen, Schriftstellern und TV-Produzenten über sein kriminelles Leben interviewt. Auf dieser Basis entstanden zwei Dokumentarfilme. Außerdem erschien 2006 ein Buch über ihn.

### Tod
Im Alter von 70 Jahren starb Kuklinski am 5. März 2006 in einem sicheren Flügel des St. Francis Medical Center in Trenton, New Jersey. Kurze Zeit später hätte er eine Aussage gegen einen anderen Mafioso (Salvatore Gravano) machen sollen, der des Mordes verdächtigt wurde und der ohne Kuklinskis Aussage freigesprochen wurde. Die angeordnete Obduktion von Kuklinski bestätigte aber seinen natürlichen Tod.

## Film
Im Jahr 2012 erschien auf Basis der Veröffentlichungen von Philip Carlo und Anthony Bruno der Film The Iceman mit Michael Shannon in der Hauptrolle und Winona Ryder als Deborah Kuklinski (real: Barbara Pedrici) sowie Ray Liotta als Roy DeMeo.